# غانم زيد
غانم زيد (ولد في 28 فبراير 1965) وهو رياضي كويتي. شارك في منافسة رياضة رمي الرمح للرجال في دورة الألعاب الأولمبية الصيفية لعام 1988 ودورة الألعاب الأولمبية الصيفية لعام 1992.